# Nadświetle
Nadświetle – element konstrukcyjno-dekoracyjny w budownictwie i architekturze.
1. Górna część otworu bramy lub drzwi w formie okna, służąca do oświetlenia pomieszczenia znajdującego się za tymi drzwiami (bramą) – sieni, przedsionka, przedpokoju. Może mieć kształt prostokąta, odcinka koła itp.
2. Dekoracyjna krata, określana nazwą przeziernik, zamykająca przestrzeń nad drzwiami lub bramą w kształcie półkolistym. Stosowana najczęściej w budowlach pałacowych oraz mieszczańskich kamienicach od XVII wieku. W okresie baroku często złocona we fragmentach.
3. Okno wewnętrzne (świetlik ścienny), znajdujące się w górnej części ściany, najczęściej pojedyncze i stałe (bez możliwości otwarcia).

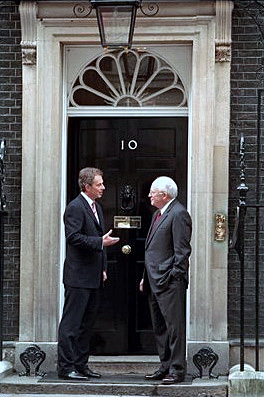
Nadświetle nad drzwiami. Londyn, Downing street 10.
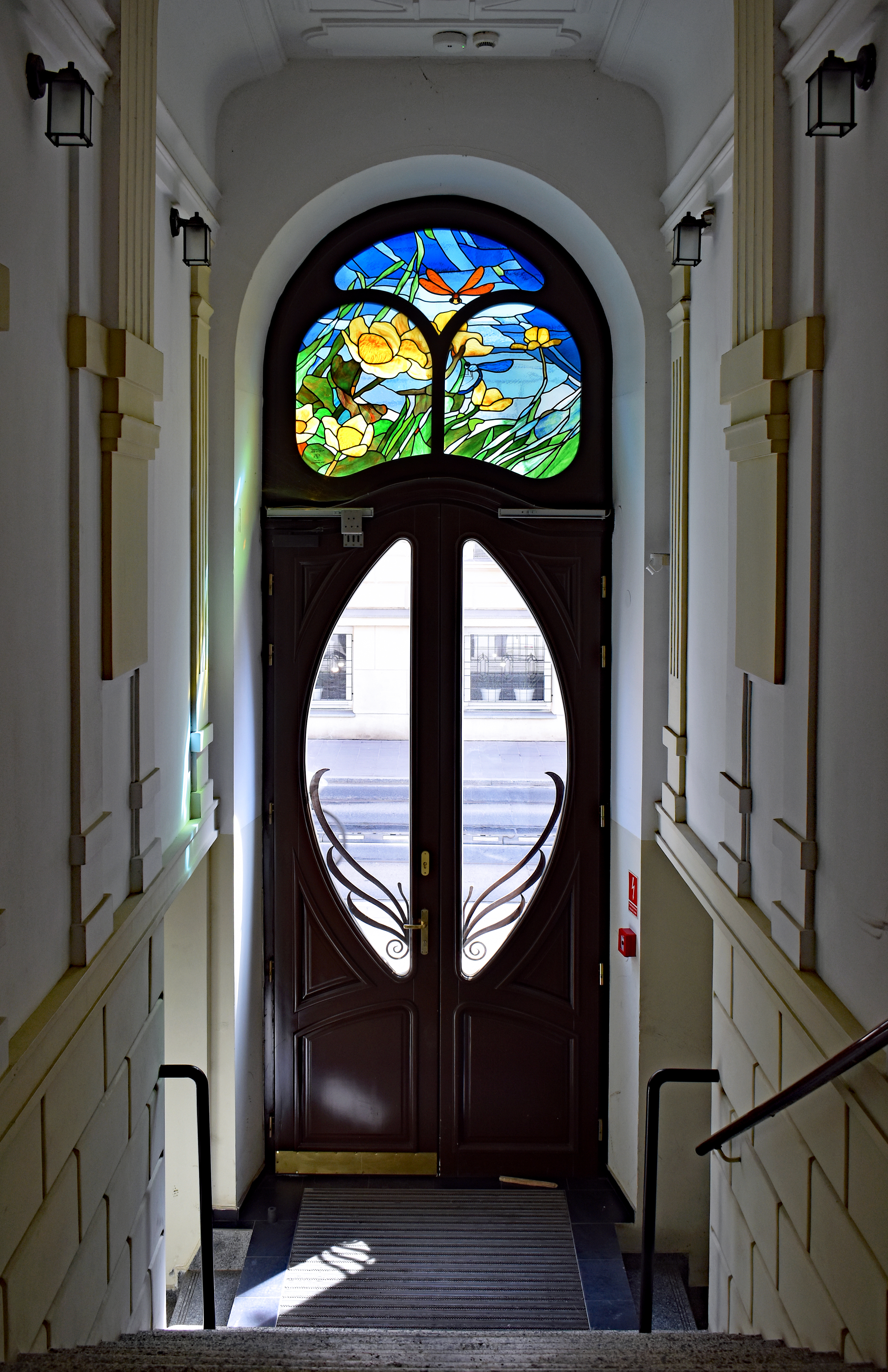
Nadświetle nad drzwiami. Kraków, ul. Piłsudskiego 11.
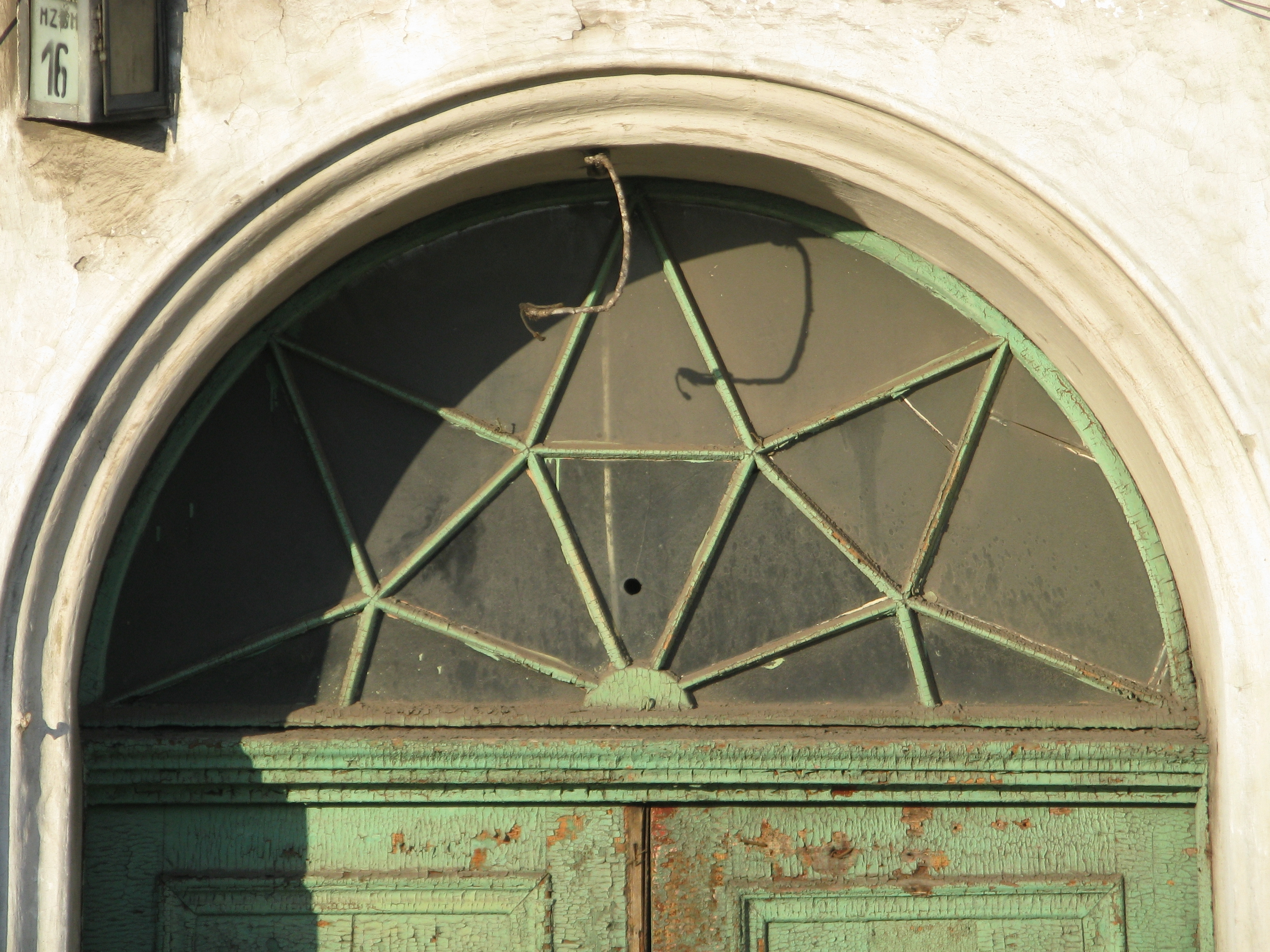
Nadświetle nad drzwiami, Świętochłowice